# 오세호 (1885년)
오세호(吳世皡, 일본식 이름: 松川正德마쓰카와 마사토쿠, 1885년 ~ 1954년 11월 15일)는 일제강점기의 관료 겸 기업인으로, 본적은 서울특별시 서대문구 북아현동이다.

## 생애
1907년 대한자강회 황해도 해주군 회원을 역임했고, 1908년 대한협회 해주지회 회원을 역임했다. 1920년부터 1923년까지 해주전기주식회사 감사를 역임했으며, 1923년 3월 조선민립대학기성회 발기인을 역임했다. 1933년 11월 20일 황해도 해주면 협의회원으로 임명되었고, 1925년 해주전기주식회사 이사로 취임했다. 1927년 4월 1일 황해도 민선 도평의회원으로 선출되었고, 1929년 12월 7일 황해도 실업협회 부회장으로 임명되었다.
황해도 해주 농촌문제연구회 위원(1930년 2월 2일 임명)과 해주농촌진흥회 발기인 겸 평의원(1930년 2월 15일 임명)을 역임했으며 1930년 4월 1일 황해도 관선 도평의회원으로 선출되었다. 1930년 8월 27일 황해도 철도 용지 매수 위원으로 임명되었으며 1931년 6월 해주읍회의원으로 임명되었다.
1933년 2월 25일에 소집된 황해도평의회에서 만주에 파병된 황군(皇軍, 일본군)에게 위문 전보를 발송할 것을 제의했으며 그의 제안은 도평의회에서 만장일치로 통과되었다. 1934년 1월 20일 황해도 소작령촉진회 조직에 참여했으며 황해도 해주군 소작위원(1934년 10월 30일 임명)과 홍산무역사주식회사 이사(1934년 12월 ~ 1942년 9월), 황해도 농회 부회장(1936년 4월 25일 ~ 1938년 9월 7일), 황해도지방미곡통제조합연합회 부회장(1936년 11월 6일 ~ 1938년 9월 9일), 황해흥업주식회사 감사(1937년 ~ 1942년)를 역임했다.
1938년 4월 20일부터 1941년 4월 19일까지 조선총독부 중추원 참의를 역임했다. 중추원 참의 재직 시절 매달 국방헌금을 헌납하고 이에 대한 구체적인 방안을 제안했으며 마을마다 단(壇)을 설치하여 황군(皇軍, 일본군)에 대한 무운장구(武運長久)를 기원하는 한편 축제일이나 그 밖의 유사시에 궁성요배를 실시하고 황국신민서사를 제창할 것을 제안했다.
1939년 8월 5일 황해도 해주 배영동지회(排英同志會) 회장으로 임명되었고 1939년 11월 조선유도연합회 평의원을 역임했다. 1940년 1월 9일 조선총독부 기관지 《매일신보》에 일본의 침략 전쟁에 협력할 것을 촉구하는 글을 기고했으며 1941년 9월 조선임전보국단 발기인을 역임했다. 1943년 2월 일본적십자사로부터 욱일 유공장을 받았다.
친일파 708인 명단의 중추원 부문, 민족문제연구소의 친일인명사전 수록자 명단의 중추원 부문, 친일반민족행위진상규명위원회가 발표한 친일반민족행위 705인 명단에 포함되었다.

## 참고 자료
- 친일반민족행위진상규명위원회 (2009). 〈오세호〉. 《친일반민족행위진상규명 보고서 Ⅳ-10》. 서울. 185~195쪽.